# 표구
표구(表具)란 종이·비단·세면(細綿=統) 등에 쓰인 서화(書畵)를 보존하기 위하여 얇고 질긴 종이를 밀착시켜 안감을 대는 것을 말한다.
감상용으로 여러 가지 형식으로 만들어진다. 진표구(眞表具)·명조표구(明朝表具)·대표구(袋表具) 따위의 형이 있으며, 서화의 내용·용도에 따라 다음과 같은 형식으로 표장(表裝)된다. 족자(懸幅)·두루마리·책(冊=帖)·액자(額子)·병풍(屛風)·횡피(橫披) 등이 있다.